# I'm with You (canção)
"I'm with You" é uma canção gravada pela cantora e compositora canadense Avril Lavigne para seu álbum de estreia, Let Go (2002). Foi composta pela intérprete juntamente com Scott Spock, Lauren Christy e Graham Edwards, sendo os três últimos integrantes da equipe The Matrix, que ficou a cargo da produção da faixa. A Arista Records lançou "I'm with You" como o terceiro single do álbum em 18 de novembro de 2002, data em que foi enviada às rádios dos Estados Unidos. Inspirada pela solidão vivenciada por Lavigne em um "dia meio deprimente" estando solteira, a canção é uma balada de pop rock na perspectiva de alguém disposto a encontrar um desconhecido para superar a solidão. 
Em geral, "I'm with You" recebeu elogios de críticos musicais, os quais a reconheceram como um dos destaques da carreira de Lavigne. Na 46.ª cerimônia anual do Grammy Awards, a obra foi indicada para Canção do Ano e Melhor Performance Feminina Pop. No campo comercial, alcançou um desempenho positivo, repetindo o sucesso dos singles anteriores: ficou entre as cinco primeiras colocações nos Estados Unidos, Irlanda, Itália, Japão e Nova Zelândia. No Brasil, segundo a Associação Brasileira dos Produtores de Discos (ABPD), "I'm with You" foi a vigésima faixa mais tocada em rádios do país em 2003 e a única obra de um artista estrangeiro a entrar na listagem.
O videoclipe de "I'm with You" foi dirigido por David LaChapelle e lançado no Total Request Live em 2 de dezembro de 2002. Filmado em câmera lenta, o material apresenta a intérprete sozinha e depois em uma festa noturna à procura de alguém, com algumas cenas exibindo-a vagando pelas ruas enquanto os membros de sua banda de apoio tocam. "I'm with You" foi adicionada à trilha sonora internacional da telenovela brasileira Mulheres Apaixonadas e interpolada na canção "Cheers (Drink to That)", da cantora barbadense Rihanna. Ademais, alguns artistas realizaram suas próprias versões da canção, como a cantora checo-polaca Ewa Farna, que a regravou em polonês.

## Antecedentes e lançamento
Depois de assinar em novembro de 2000 com a Arista Records, Lavigne iniciou a criação de seu álbum de estreia. Para isso, dirigiu-se a Nova Iorque, onde se reuniu com uma grande quantidade de compositores e produtores musicais; as tentativas de colaboração resultaram, em sua maioria, improdutivas. Embora com dificuldade quanto a definir um estilo musical para si, ela desejava escrever seu próprio material, negando-se a gravar canções já prontas. Em Los Angeles, Lavigne trabalhou primeiramente com Clif Magness, com quem ela conseguiu mais liberdade criativa. Porém a direção sonora tomada pelos dois não agradou a gravadora, fazendo-a contatar o trio The Matrix. Como antes de se agruparem os primeiros projetos dos membros da equipe eram pop rock, eles descobriram rapidamente o que Lavigne queria gravar e compuseram junto com ela a canção "Complicated". A Arista aprovou a produção adotada pelo The Matrix e permitiu que Lavigne continuasse a trabalhar com eles. De todas as canções compostas com eles — gravadas nos estúdios Decoy, localizados num subúrbio de Los Angeles conhecido como Valley Village —, apenas cinco entraram para Let Go.
Após o bom desempenho de "Complicated" e "Sk8er Boi", os dois primeiros singles do álbum, "I'm with You" foi escolhida como a próxima faixa de divulgação do projeto, o que causou discordâncias dentro da gestão da gravadora, especialmente pelo fato de que a faixa havia sido considerada "o maior potencial do álbum" e um atrativo para um público maduro caso tivesse sido lançada primeiro. A canção foi enviada às rádios CHR/pop e hot AC dos Estados Unidos em 18 de novembro de 2002. Apesar de não ter sido oficialmente um single na Austrália, foi disponibilizada digitalmente em 3 de março de 2003 na iTunes Store do país. Em 31 de março, foi lançada em CD no Reino Unido. Ainda em março, uma matéria da Rolling Stone revelou que os integrantes do trio The Matrix alegavam ter composto a maior parte de "Complicated", "Sk8er Boi" e "I'm with You", embora os royalties de publicação dessas canções tenham sido divididos igualmente entre eles e Lavigne.

## Composição
"I'm with You" é uma balada de pop rock com elementos da música country. Conforme a partitura publicada por Alfred Publishing no website Musicnotes.com, a canção está composta na tom de lá maior, com um andamento moderado cujo metrônomo é de 56 batidas por minuto. O alcance vocal na faixa varia entre lá de três oitavas e mi de cinco. Kelefa Sanneh, da Rolling Stone, notou na faixa "um sotaque country quase imperceptível, uma melodia vagamente de nu metal e um refrão que não estaria fora de lugar no American Idol", embora, segundo ele, "nenhum dos competidores teria tido o bom senso de cantá-lo tão claramente". Na opinião de Dave Donelly, da Sputnikmusic, o violoncelo e a guitarra presentes na instrumentação de "I'm with You" "criam uma atmosfera" que se assemelha a "Volcano" e "The Blower's Daughter", ambas de Damien Rice, enquanto seu refrão "direto do estômago [...] traça paralelos assustadores com Alanis Morissette em seu apogeu".
Liricamente, "I'm with You" está na perspectiva de alguém disposto a encontrar mesmo um desconhecido para superar a solidão. De acordo com Jonathan Bradley, da Billboard, a canção revela a cantora "[no papel de] uma adolescente fugitiva, emocional e fisicamente à deriva", o que foi adjetivado por Augusto Pinheiro, da edição digital do jornal Folha, como "lado menininha desprotegida" de Lavigne. Donelly comentou que "o tema da alienação e da solidão é particularmente bem transmitido pelo vocal apaixonado [de Lavigne], enquanto ela pede que alguém, qualquer pessoa, fique ao seu lado numa noite solitária". Sal Cinquemani, da Stylus Magazine, declarou: "Se Britney é 90210, Lavigne é My So-Called Life aproveitando sua angústia de esqueitista-punk da vida real para capturar perfeitamente o intenso drama do amor adolescente em 'Too Much to Ask' e na doce 'I'm with You'". Sobre a criação de "I'm with You", Lavigne disse que a escreveu em "um dia meio deprimente" estando solteira.

## Recepção crítica
A recepção de críticos musicais para com "I'm with You" foi geralmente positiva. Em sua resenha publicada pela BBC Music logo após o lançamento de Let Go, Rick Reynolds descreveu a canção como "uma balada poderosa e comovente" e notou seu potencial para single. Em uma análise retrospectiva do álbum para a Pitchfork, Jamieson Cox escreveu que "[Lavigne] fez sua primeira punhalada em uma poderosa balada [...], um apelo desesperado por companheirismo que soa como um lado B de Aerosmith dos anos 90". Enquanto Jon Caramanica, do The New York Times, definiu a canção como uma "ambiciosa balada de rock", Allan Raible, da ABC News, disse, analisando o histórico musical da cantora, que o single "ainda soa surpreendemente excelente". Em concordância a Raible, John J. Moser, do jornal The Morning Call, chamou a canção de "destaque" e "talvez a melhor canção" da carreira da artista. Na base de dados AllMusic, Johnny Loftus descreveu "I'm with You" como "épica balada de rádio".
Em contrapartida aos demais críticos, Gareth Dobson, da Drowned in Sound, desprezou "I'm with You", chamando-a "um som estridente, sub-Alanis e de ritmo intermediário que consegue erradicar quase instantaneamente qualquer bom trabalho [dos dois primeiros singles da cantora]". Adjetivando-a de "tão branda, calma e genérica", Dobson disse ainda que a faixa "cheira a um senso de maturidade fora do lugar que apenas uma grande gravadora consideraria adequada para exibir/criar apenas três singles na carreira nascente de um artista".

## Reconhecimento
Nadine Cheung publicou uma seleção das 10 melhores canções da artista para o blog da AOL Radio, colocando "I'm with You" no primeiro lugar. A listagem foi realizada por meio de votação dos ouvintes da rádio. Bill Lamb fez sua própria lista das 10 melhores canções de Lavigne para a página About.com, onde posicionou o single no número 5.
Em 2003, foi nomeada ao Teen Choice Awards na categoria Escolha Musical: Canção de Amor, mas perdeu para "Crazy in Love", de Beyoncé com Jay-Z, e concorreu em duas categorias a Canção do Ano no Radio Music Awards. Também no mesmo ano recebeu a indicação a Faixa do Ano no Billboard Music Awards, perdendo para "Where Is the Love?", de The Black Eyed Peas, e foi nomeada a Melhor Canção que Faz Você Ligar o Rádio no Radio Disney Music Awards.
Em 2004, foi indicada às categorias de Canção do Ano e Melhor Performance Feminina Pop na 46.ª cerimônia anual do Grammy, perdendo para "Dance with My Father", de Luther Vandross, e "Beautiful", de Christina Aguilera, respectivamente, e ganhou três troféus em categorias não competitivas: Canção Premiada (BMI Pop Music Awards), Canção Mais Performada (ASCAP Pop Music Awards) e Prêmio de Música Pop/Rock (SOCAN Awards).

## Uso na mídia e versõescover
"I'm with You" apareceu em episódios de duas telesséries americanas: em "My Tormented Mentor", da terceira temporada de Scrubs, e em "Accelerate", da segunda temporada de Smallville. Também apareceu na trilha sonora do filme Bruce Almighty, de 2003. Na telenovela brasileira Mulheres Apaixonadas, serviu como tema das personagens Fred e Raquel. Foi incluída no disco que compila as músicas internacionais presentes na trama. "I'm with You" foi incluída ainda na trilha sonora do filme Deadpool & Wolverine.
A cantora checo-polaca Ewa Farna gravou uma versão cover de "I'm with You" em polonês, intitulada "Tam gdzie ty" e incluída em seu álbum de estreia, Měls mě vůbec rád (2006). A cantora barbadense Rihanna usou demonstrações da canção em "Cheers (Drink to That)", lançada como single de Loud (2010), seu quinto álbum de estúdio, e Lavigne fez uma aparição no videoclipe usado para promover a faixa. Em 2011, a inglesa Amelia Lily fez um cover da canção na nona semana da oitava temporada do The X Factor britânico. A estadunidense Cassadee Pope apresentou "I'm with You" no The Voice em 2012. Após sua vitória na competição, Pope reinterpretou a faixa no programa junto a Lavigne. Em 2020, a também estadunidense Kelly Clarkson realizou sua própria versão da canção durante um episódio de seu programa de TV, The Kelly Clarkson Show. No mesmo ano, o cantor inglês Yungblud se apresentou como parte do segmento Live Lounge da BBC Radio 1 mesclando "I'm with You" a "Cardigan", de Taylor Swift. A banda escocesa Chvrches regravou a canção para uma home session lançada no Apple Music em 24 de setembro de 2021.

## Videoclipe
O videoclipe de "I'm with You" foi dirigido por David LaChapelle. Foi lançado no programa Total Request Live (TRL) em 2 de dezembro de 2003. Além disso, foi disponibilizado como conteúdo bônus no CD single europeu e britânico da faixa. Também foi comercializado em DVD, juntamente com o videoclipe de "Sk8er Boi". O videoclipe de "I'm with You" permaneceu na programação do TRL por um total de 37 dias.

Lavigne sozinha em um bar durante uma das cenas

A maior parte do material foi filmada em câmera lenta, com os movimentos da boca da artista sincronizados com os vocais da faixa. Esse efeito foi obtido gravando a filmagem enquanto a música era tocada duas vezes mais rápido. As primeira cenas exibem Lavigne, de regata branca, numa festa noturna, ao mesmo em que ela aparece sozinha num beco, vestida de uma jaqueta preta. No local da festa, as pessoas esbarram na cantora, que aparenta estar deslocada e à procura de alguém. Alguns trechos a exibem vagando por uma rua, ao passo que os membros de sua banda de apoio (Jesse Colburn, Evan Taubenfeld, Matt Brann e Charlie Moniz) tocam seus instrumentos, a exceção de Matt, que toca as baquetas em suas pernas e não na bateria. Ainda na festa, Lavigne empurra um rapaz quando ele tenta se aproximar. Ao final, ela sai do clube com um casaco, abrindo a porta com um chute.
Na página do canal MuchMusic, o vídeo foi incluso numa seleção com os 100 melhores videoclipes de todos os tempos, enquanto o website do programa Entertainment Tonight Canada o elegeu como um dos 10 melhores vídeos musicais da carreira de Lavigne. No MTV Video Music Awards de 2003, o vídeo foi indicado como Melhor Vídeo Feminino, mas perdeu para o vídeo de "Crazy in Love", de Beyoncé com Jay-Z.

## Faixas e formatos
| - CD-Maxi single / fita cassete (Reino Unido) 1. "I'm with You" – 3:44 2. "I'm with You" (ao vivo) – 3:57 3. "Unwanted" (ao vivo) – 4:01 | - CD-Maxi single (Europa) 1. "I'm with You" – 3:44 2. "I'm with You" (ao vivo) – 3:57 | - DVD single (Estados Unidos) 1. "I'm with You" (videoclipe) 2. "Sk8er Boi" (videoclipe) |

## Créditos
Créditos de "I'm with You" adaptados do encarte de Let Go.
Gravação e mixagem
- Gravada nos estúdios Decoy (Valley Village, Califórnia)
- Mixada nos estúdios South Beach (Miami, Flórida)

Pessoal
- Avril Lavigne – composição, vocal principal
- The Matrix – composição, produção, engenharia de gravação, vocais de apoio, arranjos
- Tom Lord-Alge – mixagem
- Femio Hernandez – assistência de mixagem
- Corky James – guitarra
- Suzie Katayama – violoncelo

## Desempenho comercial
Nos Estados Unidos, "I'm with You" estreou no número 63 lugar na Billboard Hot 100, na semana terminada em 7 de dezembro de 2002. Após mais oito atualizações, na semana de 1.º de fevereiro de 2003, atingiu o número 4 — sua melhor posição — ao saltar da sétima colocação no gráfico, tornando-se o terceiro single de Lavigne a aparecer entre as dez primeiras posições da parada. A canção passou dez semanas consecutivas dentro dos dez primeiros lugares e ao todo vinte e sete semanas na Hot 100, convertendo-se na segunda canção da artista com maior permanencência na parada, sendo superada apenas por "Complicated", que permaneceu por trinta e uma semanas. A contar de julho de 2013, foram constatadas mais de 556 mil cópias digitais do single vendidas nos Estados Unidos, de acordo com a Nielsen SoundScan. Em junho de 2022, "I'm with You" recebeu uma certificação de platina da Recording Industry Association of America (RIAA) devido a mais de 1 milhão de unidades vendidas no país.
No Reino Unido, "I'm with You" debutou na semana de 12 de abril de 2003 já em sua posição de pico — a sétima colocação — na parada de singles publicada pela Official Charts Company (OCC). Após mais nove atualizações decaindo, teve sua última semana consecutiva na parada em 14 de junho, quando se encontrava no número 65. Em janeiro de 2022, foi certificada com um disco de ouro, equivalente a 100 mil cópias, pela British Phonographic Industry (BPI). A contar de julho de 2019, o single, segundo a OCC, alcançou números superiores a 290 mil cópias — incluindo 13 milhões de reproduções por streaming — no Reino Unido. Em dezembro de 2011, a canção estreou novamente no Reino Unido, na posição de número 58, quase dez anos após sua primeira aparição. A reaparição no gráfico ocorreu após a apresentação de Amelia Lily no The Factor X.
No Brasil, "I'm with You" foi uma das vinte faixas mais tocadas nas rádios do país em 2003, segundo a Associação Brasileira dos Produtores de Discos (ABPD), sendo a única obra internacional a entrar na listagem.
| Parada musical (2003)                         | Melhor posição |
| --------------------------------------------- | -------------- |
| Alemanha (GfK Entertainment Charts)           | 13             |
| Áustria (Ö3 Austria Top 40)                   | 13             |
| Bélgica (Ultratop de Flandres)                | 9              |
| Bélgica (Ultratop de Valônia)                 | 39             |
| Dinamarca (Tracklisten)                       | 20             |
| Escócia (Scottish Singles Chart)              | 6              |
| Estados Unidos (Billboard Hot 100)            | 4              |
| Estados Unidos (Billboard Adult Contemporary) | 18             |
| Estados Unidos (Billboard Mainstream Top 40)  | 1              |
| Estados Unidos (Billboard Adult Top 40)       | 1              |
| França (SNEP)                                 | 34             |
| Grécia (IFPI Grécia)                          | 12             |
| Irlanda (The Irish Charts)                    | 5              |
| Itália (FIMI)                                 | 5              |
| Noruega (VG-lista)                            | 16             |
| Nova Zelândia (Recorded Music NZ)             | 5              |
| Países Baixos (Dutch Top 40)                  | 9              |
| Países Baixos (Dutch Charts)                  | 18             |
| Polônia (Polish Airplay Charts)               | 5              |
| Romênia (Romanian Top 100)                    | 22             |
| Reino Unido (UK Singles Chart)                | 7              |
| Suécia (Sverigetopplistan)                    | 11             |
| Suíça (Schweizer Hitparade)                   | 12             |

| Parada musical (2003)              | Posição |
| ---------------------------------- | ------- |
| Bélgica (Ultratop de Flandres)     | 62      |
| Brasil (ABPD)                      | 20      |
| Estados Unidos (Billboard Hot 100) | 18      |
| Países Baixos (Dutch Top 40)       | 72      |
| Reino Unido (UK Singles Chart)     | 120     |
| Suécia (Sverigetopplistan)         | 92      |
| Suíça (Schweizer Hitparade)        | 83      |

| Região | Certificação | Vendas     |
| --- | ------------ | ---------- |
| Canadá (Music Canada)                                                                                        | Platina      | 80 000‡    |
| Estados Unidos (RIAA)                                                                                        | Platina      | 1 000 000‡ |
| Estados Unidos (RIAA) Video single, incluindo "Sk8er Boi"                                                    | Platina      | 50 000^    |
| Nova Zelândia (RMNZ)                                                                                         | Ouro         | 15 000‡    |
| Reino Unido (BPI)                                                                                            | Ouro         | 400 000‡   |
| ^distribuições baseadas apenas na certificação ‡vendas+valores de streaming baseados somente na certificação |              |            |